# Стерлитамакский станкостроительный завод
Стерлитамакский станкостроительный завод — одно из крупнейших станкостроительных предприятий России по производству оборудования для металлообработки. 
Является крупным производителем станочной продукции, производит обрабатывающие центры с ЧПУ токарно-сверлильно-фрезерно-расточные с поворотно-индексными или глобусными столами с горизонтальной или вертикальной осью шпинделя инструмента; универсальные сверлильные станки и т. д.
Является одним из системообразующих предприятий Российской Федерации — являясь одним из пяти включенных в соответствующий перечень станкостроительных предприятий.

## История
В 1865 году в городе Одессе было основано «Высочайше утверждённое товарищество механическаго и чугунно-литейнаго завода „Беллино-Фендерихъ“», выпускавшее сельскохозяйственные орудия, локомобили, портовые механизмы.
С 1925 года заводом освоено производство токарных, зубофрезерных, расточных, продольно-строгальных станков.
В 1940 году на одесском станкостроительном заводе им. В. И. Ленина работало 2452 человека, в том числе 362 инженерно-технических работника.
3 июля 1941 года завод был эвакуирован из Одессы в город Стерлитамак, куда прибыл 24 августа того же года. На новом месте завод был пущен 11 октября 1941 года.
В 1943 году был награждён Орденом Ленина. 
Во второй половине 1940-х годов предприятием было освоено поточное производство универсальных станков. В этот же период утвердилась специализация завода: производство универсальных вертикально-сверлильных, вертикально-хонинговальных станков средних размеров.
В 1960—1970 гг. увеличены производственные мощности, освоено серийное производство станков с ЧПУ, а в 1980—1990 гг. — агрегатного комплекса многоцелевых станков, сверлильно-фрезерно-расточных обрабатывающих центров ИР-800, вскоре ставшим основным видом выпускаемой продукции.
В 1990 году предприятие преобразовано в АО «Стерлитамакский станкостроительный завод им. В. И. Ленина». 
В 1994 году на предприятии работало 2670 человек.
В 1998 году из состава имущества АО «Стерлитамакский станкостроительный завод им. В. И. Ленина» была выделена часть, на базе которой было создано Открытое акционерное общество «Стерлитамак-М. Т. Е.», юридически не являющее правопреемником АО «Стерлитамакский станкостроительный завод им. В. И. Ленина»
После этого АО «Стерлитамакский станкостроительный завод им. В. И. Ленина» было обанкрочено и в 2002 г. ликвидировано
Остатки имущественного комплекса обанкроченного АО были выкуплены ОАО «Стерлитамак-М. Т. Е.»
В 2003 году Открытое акционерное общество «Стерлитамак-М. Т. Е.» было переименовано в ООО «Стерлитамакский станкостроительный завод», сохранив сокращенное наименование ОАО «Стерлитамак-М. Т. Е.».
На базе Стерлитамакского станкостроительного завода было создано[когда?] НПО «Станкостроение» .
Предприятие по состоянию на 2003 г. включало в себя 15 цехов и производственных участков, в том числе, чугунного и цветного литья; 5 механических, 2 механосборочных, сборочный и другие; ряд центров и управлений, в том числе, технического обслуживания, конструкторско-технологический, финансово-аналитический центры, центр управления маркетинга и другие.
В 2004 году была организована ОАО «Станкомонтаж», учредителями которого являлись ОАО «Стерлитамак-М. Т. Е.» и Республика Башкортостан. 
В 2006 г. пакет Башкортостана был внесен в уставный капитал ОАО «Башкирский трактор». 
В 2010 г. пакет ОАО «Стерлитамак-М. Т. Е.» перешел к Заточному В. П., 
в 2013 был передан лицам, аффилированным с ООО «Группа СТАН».
В начале сентября 2011 г. единоличным решением Жаринова В. Н. производственная деятельность ОАО «Станкомонтаж» была прекращена.
По результатам 2010 г. предприятием было выпущено около 25 % всех изготовленных в России металлорежущих станков (516 шт. (в том числе универсально сверлильные станки)
 из около 2 000 шт.)

Стерлитамакский станкостроительный завод

В 2010 г. по одному адресу с заводом было учреждено Общество с ограниченной ответственностью «Внешнеторговая компания Стерлитамакские станки» (ООО «ВТК СТЕМА») с уставным капиталом 10 000 руб., единственным учредителем и руководителем которого выступила Хадиева Зульфия Фаиловна — бессменный (с 1996 г.) начальник ОВЭС завода. ООО «ВТК СТЕМА» выступало продавцом продукции завода и использовалось для уменьшения конкурсной массы (вывод активов) на сумму более 95 млн руб., что подтверждено многочисленными судебными актами по делу № А07-4656/2010, вынесенными по результатам рассмотрения заявлений конкурсного управляющего о признании недействительными сделок с этой организацией.
В 2011 г. создана очередная структура — ООО «Станкостроительный завод», единственным учредителем которой выступил главный конструктор завода Зинов Валерий Лукьянович; в аренду ООО было передано сборочное производство и несколько цехов.
В 2011 году завод переживает банкротство, по итогам которого контроль над предприятием переходит к группе компаний «СТАН», специализирующейся на станкостроении. 
Завод продолжил профильную деятельность.